# Karl Helmer
Karl Johan Helmer, född 9 september 1861 i Össeby-Garns socken, Stockholms län, död 3 mars 1933 i Vadstena, var en svensk psykiater. 
Helmer blev student vid Uppsala universitet 1882, medicine kandidat 1889 och medicine licentiat 1908. Han var underläkare vid Uppsala hospital och asyl 1910–13, biträdande läkare där 1914–19, därunder tillförordnad asylläkare där 1915–16 och hospitalsläkare av första klass vid Vadstena hospital och asyl 1919–26.